# Gommerville (Eure-et-Loir)
Gommerville – miejscowość i gmina we Francji, w Regionie Centralnym, w departamencie Eure-et-Loir. W 2013 roku populacja gminy wynosiła 644 mieszkańców. 
1 stycznia 2016 roku połączono dwie wcześniejsze gminy: Gommerville oraz Orlu. Siedzibą gminy została miejscowość Gommerville, a nowa gmina przyjęła jej nazwę. 